# Нигматулина, Венера Абдрахмановна
Вене́ра Махмудовна Нигмату́лина (каз. Венера Нығматулина, девичья фамилия — Ибраги́мова; род. 10 августа 1962, Алма-Ата) — советская, казахская киноактриса, директор кинофестиваля «Звёзды Шакена». Заслуженный деятель Казахстана (2013). Вдова Талгата Нигматулина, мать Линды Нигматулиной.

## Биография
Родилась 10 августа 1962 года в Алма-Ате. Окончила режиссёрский факультет Ташкентского института культуры (1990), режиссёр театра и кино. Начала сниматься как Венера Ибрагимова.
С 2002 по 2014 год — генеральный директор кинофестиваля «Звёзды Шакена». Продюсер, автор сценариев, ведущая телевизионных программ: «Программа 24», «Творческие портреты кинематографистов Казахстана», «Я Вам пишу…», продюсер полнометражного игрового фильма «Кто Вы, господин Ка?» («Казахфильм», 2009).
Автор сценария и режиссёр документального фильма «Ощущение предвкушения» («Казахфильм»).
Вице-президент Союза кинематографистов Казахстана (2000—2002).
Член экспертно-производственной комиссии по отбору и выпуску кинопродукции в РК (2003).
Председатель жюри фестиваля спортивных фильмов, организованного в рамках Международных спортивных игр Агентством по спорту и туризму РК (2003).
Награждена орденом «Құрмет» (2008), медалью «Қазақстан Республикасының тәуелсіздігіне 10 жыл» (2001).
Член Союза кинематографистов СССР и Казахстана с 1987 года.
Доктор философских наук по специальности «Киноискусство» (2007).
От Талгата Нигматулина родила дочь Линду, которая тоже стала актрисой.
Была ведущей программ «Программа 24», «Творческие портреты кинематографистов Казахстана», «Я вам пишу…» и многих других.
В 90-е вышла замуж за Руслана Самархановича, мастера спорта по дзюдо. Родила двух сыновей: Эльдара (1998 род.) и Альтаира (2000 род.). Разведена.
Имеет чёрный пояс по карате. В 2013 году была в составе жюри конкурса «Дива Алматы-2013». В 2014 году снялась в ролике косметической компании Desheli.
Владеет английским языком.

## Фильмография
Роли в кино
- 1979 — Невеста для брата — Раушан
- 1980 — Невозможные дети — Айгуль
- 1981 — Провинциальный роман — Гуля
- 1981 — Родные степи — Айжан
- 1982 — Чужая пятёрка — учительница Насиба Каримовна
- 1983 — Волчья яма — Мариям, сестра Самата
- 1986 — Потерпевшие претензий не имеют
- 1987 — Зять из провинции — Алма
- 1988 — Все мы немножко лошади
- 1988 — Гибель во имя рождения
- 1989 — Нокдаун
- 1990 — Восточный коридор, или Рэкет по… — Сауле
- 1991 — Женская тюряга — Мадина Галиева[14]
- 1991 — Полёт стрелы
- 1992—1997 — Тарас Шевченко. Завещание — Катя[6]
- 1996—2000 — Перекрёсток — Мадина Умарова/ Зарема Смаилова
- 2009 — Город мечты — Алия Сабитова
- 2016 — Золушка Зауре (телесериал) — Венера
- 2019 — Досье тамады[15]
- 2024 — Папа умер в субботу[16]

Продюсер
2010 — Кто вы, господин К?
Режиссёр
1992 — «Презентация в изоляции» (фильм)